# Peristrophe
Peristrophe es un género de plantas con flores perteneciente a la familia Acanthaceae. El género tiene 89 especies herbáceas descritas y de estas, solo 8 aceptadas. Están distribuidas por los trópicos de África, Madagascar, India y sudoeste de Asia.

## Descripción
Son hierbas o arbustos bajos con las hojas opuestas, enteras. Flores vistosas, solitarias o en cimas laxas paniculadas con las flores de color rosa. Cápsula oblongo-elipsoide. Semillas comprimidas, ovoide-orbiculares.

## Taxonomía
El género fue descrito por  Christian Gottfried Daniel Nees von Esenbeck y publicado en Plantae Asiaticae Rariores 3: 77, 112. 1832. La especie tipo es:  Peristrophe acuminata Nees. 

## Especies aceptadas
- Peristrophe aculeata (C.B. Clarke) Brummitt
- Peristrophe angolensis Balkwill
- Peristrophe cernua Nees
- Peristrophe guangxiensis H.S. Lo & D. Fang
- Peristrophe hensii (Lindau) C.B.Clarke
- Peristrophe hereroensis Balkwill
- Peristrophe tianmuensis H.S. Lo
- Peristrophe transvaalensis Balkwill